# Cecilia Vázquez
 Cecilia del Carmen Vázquez Suárez (19 de diciembre de 1965) es una deportista mexicana que compitió en atletismo adaptado. Ganó cuatro medallas en los Juegos Paralímpicos de Seúl 1988.

## Palmarés internacional
| Juegos Paralímpicos | Juegos Paralímpicos  | Juegos Paralímpicos | Juegos Paralímpicos |
| Año                 | Lugar                | Medalla             | Prueba              |
| ------------------- | -------------------- | ------------------- | ------------------- |
| 1988                | Seúl (Corea del Sur) | Medalla de oro      | 200 m 4             |
| 1988                | Seúl (Corea del Sur) | Medalla de plata    | 100 m 4             |
| 1988                | Seúl (Corea del Sur) | Medalla de plata    | 400 m 4             |
| 1988                | Seúl (Corea del Sur) | Medalla de plata    | 4 × 200 m 2-6       |